# Trofeu Tosco-Umbro
El Trofeu Tosco-Umbro (oficialment: Trofeo Tosco-Umbro - Trofeo Gabriele) és una competició ciclista italiana d'un sol dia que es disputa anualment a Lippiano, al municipi de Monte Santa Maria Tiberina a la Província de Perusa (Úmbria). Creada el 1988, està reservada a ciclistes amateurs i sub-23.

## Palmarès
| Any  | Vencedor            | Segon              | Tercer               |
| ---- | ------------------- | ------------------ | -------------------- |
| 1986 | Giuseppe Comodi     |                    |                      |
| 1987 | Massimo Riganti     |                    |                      |
| 1988 | Giuseppe Bellino    |                    |                      |
| 1989 | Roberto Petito      |                    |                      |
| 1990 | Francesco Di Ruscio |                    |                      |
| 1991 | Daniele Anderlini   |                    |                      |
| 1992 | Marco Magnani       |                    |                      |
| 1993 | Giuliano Figueras   |                    |                      |
| 1994 | Damiano Giannini    |                    |                      |
| 1995 | Daniele Balestri    |                    |                      |
| 1996 | Sergio Zaottini     |                    |                      |
| 1997 | Gianluca Fanfoni    |                    |                      |
| 1998 | Gianluca Balestri   |                    |                      |
| 1999 | Seweryn Kohut       |                    |                      |
| 2000 | Cristian Marianelli |                    |                      |
| 2001 | Alessandro D'Andrea |                    |                      |
| 2002 | Maurizio Capponi    |                    |                      |
| 2003 | Moisés Aldape       |                    |                      |
| 2004 | Moisés Aldape       |                    |                      |
| 2005 | Davide Torosantucci |                    |                      |
| 2006 | Gabriele Giuntoli   | Fabio Taddei       | Pavel Kalinin        |
| 2007 | Anton Sintsov       | Francesco De Bonis | Stefano Formichetti  |
| 2008 | Alessandro Trotta   | Henry Frusto       | Alessandro Fantini   |
| 2009 | Henry Frusto        | Massimo D'Elpidio  | Paolo Centra         |
| 2010 | Derik Zampedri      | Luca Benedetti     | Silvio Satini        |
| 2011 | Davide Mucelli      | Eldar Dzhabrailov  | Davide Censori       |
| 2012 | Andrea Fedi         | Luigi Miletta      | Kristian Sbaragli    |
| 2013 | Paweł Poljański     | Pierpaolo Ficara   | Paolo Totò           |
| 2014 | Marlen Zmorka       | Omar Asti          | Marco D'Urbano       |
| 2015 | Vincenzo Albanese   | Mirco Maestri      | Alessandro Frangioni |
| 2016 | Marco Bernardinetti | Maxim Rusnac       | Raffaello Bonusi     |